# Maison au 126, Grand-Rue à Strasbourg
La maison au 126, Grand-Rue est un monument historique du XVIIIe siècle, situé à Strasbourg.

## Situation et accès
Ce bâtiment est situé au 126, Grand-Rue à Strasbourg.

## Historique
La maison a été construite par le sellier Jean Baptiste Choisy entre 1765 et 1766. La maison avait alors 2 étages. Le troisième étage est sans doute dû au libraire Jean Georges Kammerer (vers 1830) .
L'édifice fait l'objet d'une inscription au titre des monuments historiques depuis 1929.